# Ferrovia Coudekerque-Branche–Fontinettes
La ferrovia Coudekerque-Branche - Fontinettes (Ligne de Coudekerque-Branche aux Fontinettes in francese) è una linea ferroviaria francese a scartamento ordinario lunga 41,159 km che unisce Coudekerque-Branche, vicino Dunkerque, con la stazione di Fontinettes a Calais, nel Nord-Passo di Calais. Eccezion fatta per 6 km, il resto della linea è a binario unico.

## Storia
La costruzione della ferrovia fu data in concessione alla Compagnie des chemins de fer du Nord-Est il 15 settembre 1871. La linea fu aperta al traffico il 10 agosto 1876. L'intera elettrificazione della ferrovia è stata completata il 13 dicembre 2014.